# Neaguammina
Neaguammina es un género de foraminífero bentónico de la familia Prolixoplectidae, de la superfamilia Verneuilinoidea, del suborden Verneuilinina y del orden Lituolida. Su especie tipo es Neaguammina cuvierensis. Su rango cronoestratigráfico abarca desde el Hauteriviense hasta el Barremiense (Cretácico inferior).

## Discusión
Clasificaciones previas incluían Neaguammina en el suborden Textulariina del orden Textulariida, o en el orden Lituolida sin diferenciar el suborden Verneuilinina.

## Clasificación
Neaguammina incluye a la siguiente especie:
- Neaguammina cuvierensis †